# ريكاردينهو (لاعب كرة قدم مواليد 1989)
ريكاردينهو كالفالكانتي مينديز (بالبرتغالية: Ricardinho) المعروف بـاريكاردينهو (4 سبتمبر 1989 في ساو باولو في البرازيل – )؛ هو لاعب كرة قدم يلعب كمهاجم .

## وصلات خارجية
- ريكاردينهو (لاعب كرة قدم مواليد 1989) على موقع الاتحاد الأوربي (الإنجليزية)
- ريكاردينهو (لاعب كرة قدم مواليد 1989) على موقع قاعدة بيانات كرة القدم.إي يو (الإنجليزية)
- ريكاردينهو (لاعب كرة قدم مواليد 1989) على موقع Soccerbase.com (لاعب) (الإنجليزية)
- ريكاردينهو (لاعب كرة قدم مواليد 1989) على موقع Soccerway.com (الإنجليزية)
- ريكاردينهو (لاعب كرة قدم مواليد 1989) على موقع عالم كرة القدم.نت (الإنجليزية)
- ريكاردينهو (لاعب كرة قدم مواليد 1989) على موقع AS.com (الإسبانية)